# Sojuz 14
Sojuz 14 byl let sovětské kosmické lodi v rámci programu Sojuz. Kosmonauty Jurije Arťuchina a Pavla Popoviče vynesl na vesmírnou stanici Saljut 3. Mise byla součástí sovětského programu Almaz na vyhodnocení vojenských možností pilotovaných letů. V době 16denního letu nebyla jeho vojenská povaha a ani vojenská povaha samotné stanice sovětskými oficiálními místy oznámena.

## Posádka
- Pavel Popovič (2), velitel lodě
- Jurij Arťuchin (1), palubní inženýr

(v závorkách je uveden dosavadní počet letů do vesmíru včetně této mise)

### Záložní posádka
- Gennadij Sarafanov
- Lev Ďomin

## Start
Kosmická loď se dvěma kosmonauty na palubě odstartovala pomocí stejnojmenné rakety z kosmodromu Bajkonur večer 3. července 1974. Byl to 49. let kosmické lodi s kosmonauty z naší planety.

## Průběh letu
Loď se podařilo připojit s pomocí automatiky a v posledních 100 metrech ručně po dvou dnech letu k sovětské orbitální stanici Saljut 3. Potom oba členové posádky přestoupili do stanice.
Posádka testovala schopnosti orbitální stanice jako pilotovaného vojenského satelitu. Zároveň byly prováděny testy systémů Almazu jako například fotovoltaických panelů. Byla prováděna i lékařská vyšetření s aparaturou Polynom 2M. Kosmonauti věnovali denně dvě hodiny cvičení a díky tomu byli později schopni sami na Zemi z kabiny vylézt vlastními silami. Byly pořizovány spektrogramy horizontu Země i snímkován povrch, zejména Asie a Atlantiku. Souběžně s nimi byly do mezinárodního meteorologického programu TROPEX 74 zapojeny další sovětské družice Meteor. Volací znak lodě byl Berkut.

## Závěr letu
Přípravy k přistání byly prováděny předposlední den letu. Den poté 19. července se posádka oblékla do skafandrů, přestoupila do Sojuzu a zahájila sestup. Během něj se odpojily a shořely části Sojuzu vyjma kabiny. Ve výši 7 km se otevřel padák a nad zemí se zapojily přistávací motory. K přistání kabiny došlo 19. července s odchylkou pouze 2 km v přistávací oblasti 140 km jihovýchodně od Džezkazganu v Kazachstánu.